# Ibrahim Shams
Ibrahim Hassanien Shams (ara. إبراهيم شمس) (Aleksandrija, Egipat, 16. siječnja 1917. – 16. siječnja 2001.) bio je egipatski dizač utega.
Njegov talent otkriven je tijekom školskih dana te ga je pod svoje uzeo poznati egipatski trener Aziz Talaat. Nakon što je osvojio olimpijsku broncu 1936. u Berlinu, od Shamsa se očekivalo da će njegov uspjeh rapidno rasti. Međutim, 2. svjetski rat je prekinuo sva sportska događanja. Završetkom rata, nova Olimpijada je održana u Londonu 1948. Ondje je Ibrahim osvojio zlato te je postao drugi Egipćanin (poslije Farida Simaike) koji je osvojio dvije olimpijske medalje. Također, tim uspjehom je postao i prvi sportaš uopće s dvije olimpijske kolajne na dvije različite Olimpijade.
Odlični uspjesi nastavili su se, te je Shams postao dvostruki svjetski prvak. Sportsku karijeru je završio 1951. godine te je i sam postao trener.

## Vanjske poveznice
- Sportski rezultati Ibrahima Shamsa  Arhivirana inačica izvorne stranice od 8. listopada 2015. (Wayback Machine)